# Emel Aykanat
Emel Aykanat (Brugg, 8 giugno 1975) è una cantante svizzera.

## Biografia
Di famiglia turca, ha raggiunto la fama nel 1993, non ancora diciottenne, come vocalist di un fortunato singolo di DJ Bobo, Somebody Dance With Me.
Nel 1996 ha pubblicato il suo primo singolo vero e proprio e l'album di debutto, intitolati rispettivamente Sunshine e Can We Talk, che hanno ottenuto un buon successo in diversi paesi europei, segnatamente in Finlandia.
Nel 2007 ha inciso il suo terzo disco, contenente brani in tedesco.
Nel 2012 ha tentato invano le selezioni svizzere per l'Eurovision Song Contest col pezzo She.

## Discografia

### Singoli
- 1996: Sunshine
- 1997: On And On
- 1999: Everything
- 2001: Alles scho mal ghört (duetto con Bligg)
- 2008: Wenn es regnet
- 2011: She

### Album
- 1996: Can We Talk
- 1999: Free
- 2007: Komm in mein Leben